# Holiday (Tissot)
Holiday of Holyday  (Nederlands: Vakantie), later ook getiteld The Picknick, is een schilderij van de Franse kunstschilder James Tissot, geschilderd in circa 1876, olieverf op doek, 76,2 × 99,4 centimeter groot. Het toont een groep elegant geklede mannen en vrouwen die zich tegoed doen aan een picknick bij een vijver. Het werk bevindt zich sinds 1928 in de collectie van de Tate Gallery te Londen.

## Context
James Tissot vocht tijdens de Frans-Duitse Oorlog in het Franse leger en nam daarna, in 1871, deel aan de verdediging van de Parijse Commune. Nadat de commune was neergeslagen nam hij de wijk naar Londen en bleef daar wonen tot 1883, na de zelfmoord van zijn aan tuberculose lijdende vrouw Kathleen Newton. Hij veranderde zijn voornaam van Jacques naar James.
Hoewel Tissot altijd contact bleef houden met zijn Parijse vrienden Édouard Manet en Edgar Degas en zijn werk sterk wortelde in de Franse academisch-realistische traditie, ontwikkelde hij in Engeland een sterk victoriaans aandoende schilderstijl. Hij koos voor typisch Britse thema's, vaak gesitueerd in het decadente Britse societyleven. Kenmerkend was zijn aandacht voor prachtig geklede vrouwen, vaak uitgedost in de nieuwste mode. In Londen werkte hij veel samen met James McNeill Whistler en Alphonse Legros, net als hijzelf buitenlanders met een sterk gevoel voor alles wat Brits was.

## Afbeelding
Holiday is geschilderd in de achtertuin van Tissots huis in Londen, vlak bij Lord's Cricket Ground. De herfst dient zich aan, bladeren van de grote kastanjebomen verkleuren, maar verder is de vegetatie nog weelderig. De lage zon beschijnt het tafereel met een helder namiddaglicht. Rechts zit Kathleen Newton, die van het tafereel weg lijkt te kijken. De mannen op het schilderij behoren tot de bekende 'I Zingari cricket club', af te leiden uit hun geel-rood-blauwe hoofddeksels. De vrouwen zijn min of meer 'overdressed', sterk conform de voorkeur van Tissot. De sfeer is flirterig, ontspannen en weerspiegelt een gevoel van zorgeloosheid, wortelend in het toenmalige Britse superioriteitsgevoel, als heersers over de wereld.

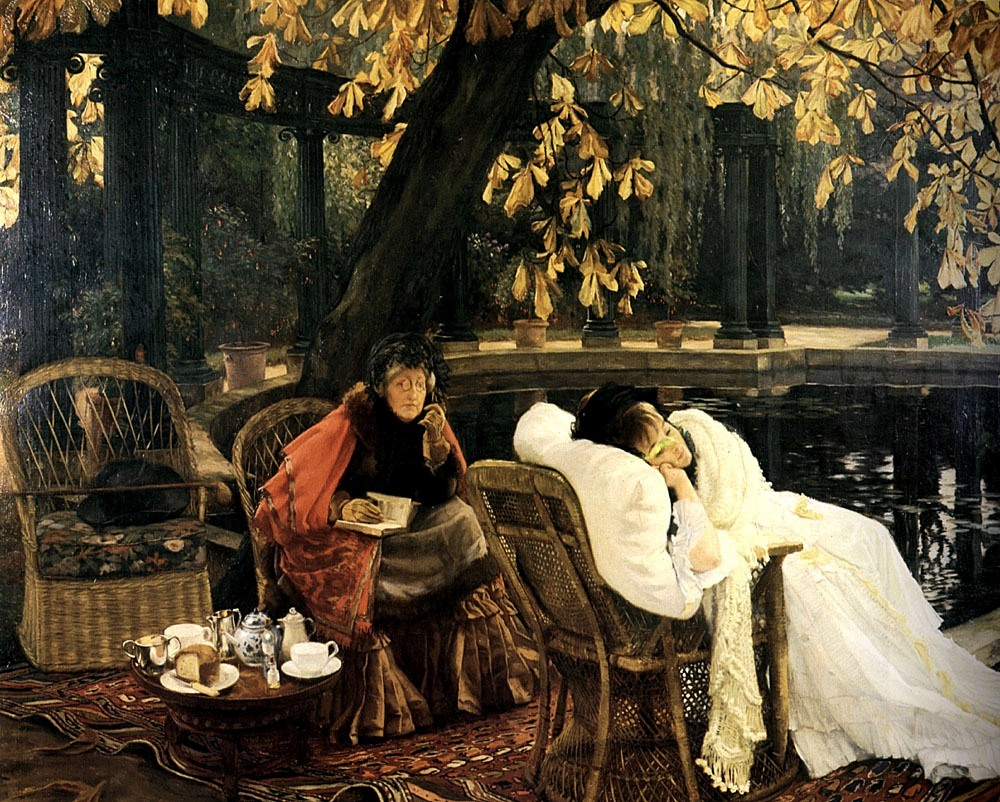
The convalescent, 1876.

Stilistisch valt Holiday op door de kristalheldere weergave. Het werk is hyperrealistisch en uitermate gedetailleerd uitgewerkt, met sprankelende kleuren. De aandacht voor terloopse taferelen uit het leven van alledag, is ontleend aan het impressionisme, dat toentertijd in Parijs opgang deed. De invloed van Manet is duidelijk herkenbaar, ook qua onderwerpkeuze die doet denken aan Le déjeuner sur l'herbe. Holiday is echter nergens provocerend, maar eerder doordrenkt van een Brits conservatisme.

## Historie
Tissots Holiday werd in 1877 geëxposeerd in het Londense Grosvenor Gallery, als pendant voor A Convalescent, eveneens geschilderd bij de vijver in zijn tuin. Voor beide schilderijen maakte hij studies in eenzelfde schetsboek. Waarschijnlijk zijn beide werken door Tissot ook bedoeld als tweeluik, hoewel ze door de verkoop al snel werden gescheiden en later niet meer gelijktijdig werden tentoongesteld. A Convalescent behoort tot de collectie van de Manchester Art Galleries. Holiday werd in 1928 verworven door Tate Gallery.